# Fevzi Tuncay
Fevzi Tuncay (* 14. September 1977 in Muğla) ist ein ehemaliger türkischer Fußballtorhüter. Durch seine langjährige Tätigkeit für Beşiktaş Istanbul wird er mit diesem Verein assoziiert. Auf Fan- und Vereinsseiten wird er als ein bedeutender Spieler der Klubgeschichte aufgefasst.

## Spielerkarriere

### Verein
Tuncay begann mit dem Fußballspielen in der Jugend von Datça Belediyespor und wurde dort von Talentjägern Muğlaspors entdeckt. Kurze Zeit später wechselte er in die Jugendabteilung dieses Vereins. Hier wurde er für die türkische Jugendnationalmannschaften berufen und spielte das erste Mal im Dezember 1992 für die türkische U-15-Nationalmannschaft. Fortan zählte er zu den regelmäßig nominierten Spielern in den Jugendnationalmannschaften und fiel so den größeren Teams auf. Landesweit machte er im November 1994 das erste Mal auf sich aufmerksam. Da nahm er mit der türkischen U-16-Nationalmannschaft an der U-16-Fußball-Europameisterschaft 1994 teil und konnte mit seiner Mannschaft dieses Turnier gewinnen. Tuncay zählte zu den auffälligsten Spielern des Turniers und wurde von vielen türkischen Vereinen auf die Wunschliste gesetzt. Sein Verein Muğlaspor reagierte auf diese Nachfrage und nahm Tuncay zum Saisonende 1993/94 in den Profikader auf. Am letzten Spieltag der Saison kam er bei einer Zweitligabegegnung gegen Yeni Salihlispor zu seinem Profidebüt. In der nachfolgenden Saison saß er allerdings nur auf der Ersatzbank und kam zu keinem Pflichtspieleinsatz.
Zur Saison 1995/96 wechselte er zum türkischen Traditionsverein Beşiktaş Istanbul. Hier wurde er vom damaligen Cheftrainer, dem Deutschen Christoph Daum sofort in den Profikader aufgenommen. Er nahm mit seiner Mannschaft am vorsaisonlichen TSYD-Pokal teil und spielte als 18-Jähriger bei beiden Spielen gegen die Erzrivalen Galatasaray Istanbul und Fenerbahçe Istanbul von Beginn an. Während der Saison konkurrierte er mit dem deutschen Keeper Raimond Aumann und mit Şener Kurtulmuş um den Posten des ersten Torhüters. Mit 19 Pflichtspielbegegnungen kam er von allen Dreien zu den meisten Einsätzen. Die Saison 1996/97 verbrachte er auf der Ersatzbank und musste Marijan Mrmić den Vorzug geben. Dennoch gewann er mit seiner Mannschaft den Başbakanlık Kupası, den ersten Pokal in seiner Vereinskarriere. Die nachfolgende Saison wurde er zum Stammspieler, nachdem Mrmić verletzungsbedingt ausfiel. Diese Gelegenheit wusste Tuncay gut zu nutzen. Im Finale des türkischen Fußballpokals stand sein Verein Galatasaray gegenüber. Die Partie wurde nach Verlängerung durch ein Elfmeterschießen entschieden. Tuncay zeigte während der Partie eine überzeugende Leistung, hielt den entscheidenden Elfmeter von Gheorghe Hagi und sorgte für den Sieg seiner Mannschaft. Im darauffolgenden türkischen Fußball-Supercup zu Anfang der neuen Saison spielte man erneut gegen Galatasaray. Auch hier überzeugte Tuncay und hatte an dem Pokalgewinn seiner Mannschaft erheblichen Anteil. Nach diesen erfolgreichen Vorstellungen wurde von Vereinsseite der auslaufende Vertrag von Mrmić zum Sommer 1999 nicht verlängert. So eroberte Tuncay nahezu konkurrenzlos den Stammtorhüterposten und spielte eine Saison durchgängig. Zum März 1999 verließ der damalige Trainer John Toshack den Verein und wurde durch Karl-Heinz Feldkamp ersetzt. Dieser startete bereits früh die Planungen für die nächste Saison und drängte Vereinsführung für den Kauf eines neuen Torhüters. So engagierte der Verein für die kommende Saison den nigerianischen Nationaltorhüter Ike Shorunmu. Dieser verdrängte Tuncay zu Saisonbeginn. Im Laufe der Spielzeit trat Feldkamp gesundheitsbedingt von seinem Amt zurück und wurde durch seinen Co-Trainer Hans-Peter Briegel ersetzt. Dieser bevorzugte nach wenigen Spieltagen Tuncay als Stammtorhüter. Somit hatte sich Tuncay den Stammtorwartposten zurückerobert. Während eines Ligaspiels am 14. April 2000 gegen den damals sehr starken Ligakonkurrenten Galatasaray Istanbuls nahm Tuncays Karriere eine dramatische Wendung. Vor dieser Begegnung des 29. Spieltages befand sich Beşiktaş mit drei Punkten hinter Galatasaray auf dem zweiten Tabellenplatz und hatte durch das einfachere Restprogramm realistische Meisterschaftschancen im Falle eines Sieges gegen den Stadtrivalen. In der im heimischen Inönü-Stadion ausgetragenen Begegnung ging die Heimmannschaft in der 30. Minute durch Mehmet Özdilek in Führung und hatte das Spiel über weite Strecken unter Kontrolle. Tuncay glänzte hierbei durch einige gelungene Paraden. In der 80. Spielminute gab der Verteidiger Sead Halilagić Tuncay einen harmlosen Rückpass. Tuncay nahm ohne bedrängt zu werden Anlauf und wollte den Ball in die gegnerische Hälfte schießen. Unmittelbar vor dem Schuss sprang der Ball wegen Unebenheiten auf dem Spielfeld auf und kullerte ins Tor. Das Spiel endete 1:1 und somit waren auch die Meisterschaftsambitionen von Beşiktaş beendet. Nach dem Spiel wurde Tuncay von Fans und Fachpresse als Hauptschuldiger gesehen und war großen Anschuldigungen ausgesetzt. Die nächste Saison wartete er lange Zeit hinter Shorunmu und kam erst gegen Saisonende zu Einsätzen. In die Saison 2001/02 startete er nach dem Weggang Shorunmus als Stammtorhüter, verlor diesen aber nach der Verpflichtung des damals 36-jährigen dänischen Torhüters Peter Kjær. Dennoch kam er zu sporadischen Einsätzen in der Liga. Am 28. Oktober 2001 stand er bei der Ligabegegnung gegen Denizlispor in der Startelf. Durch zwei fatale Torhüterfehler lag Beşiktaş bereits früh zurück. Beşiktaş schaffte in der 69. Minute durch İlhan Mansız den Anschlusstreffer. Nachdem Tuncay in der 89. Minute aber erneut durch einen Torwartfehler einen Gegentreffer verschuldete, verlor seine Mannschaft mit 1:3. Nach der Begegnung wurde Tuncay als Hauptschuldiger für die Niederlage dargestellt. Am darauffolgenden Spieltag verschuldete er erneut einen Gegentreffer. Der damalige Trainer Christoph Daum bestand zur Winterpause auf den Weggang Tuncays und forderte die Verpflichtung zweier gestandener Profis. So wurde Tuncay für die Rückrunde an Gaziantepspor ausgeliehen und wurde bei Beşiktaş durch die beiden Torhüter Thomas Myhre und Mattias Asper ersetzt.
Zur Saison 2002/03 wurde er nach achtjähriger Tätigkeit für Beşiktaş an den damaligen Erstligisten Samsunspor abgegeben. Zur selben Zeit wechselte auch sein ehemaliger Mannschaftskollege und Konkurrent Ike Shorunmu zu Samsunspor. Dieser setzte sich weitestgehend gegen Tuncay durch. So kam Tuncay in seiner einjährigen Tätigkeit zu lediglich zwölf Pflichtspieleinsätzen.
Tuncay entschied sich für einen Weggang von Samsunspor und wechselte nach dem ersten Spieltag der Saison 2003/04 zum Ligakonkurrenten Malatyaspor. Für diesen Verein spielte er die nächsten drei Jahre. Nachdem der Verein zum Sommer 2006 den Klassenerhalt verpasst hatte, verließ er diesen und wechselte zum Erstligisten Manisaspor. Hier spielte er nur eine Spielzeit und konnte sich während dieser Zeit nicht als Stammtorhüter durchsetzen. Nach einem Jahr verließ er Manisaspor und kehrte erneut zu Malatyaspor zurück. Für Malatyaspor spielte er im Nachfolgenden nur zwei Monate und wechselte dann zum Drittligisten seiner Heimatprovinz, zu Fethiyespor. Nach einer Saison bei Fethiyespor kehrte er zu Malatyaspor zurück und spielte hier bis zur Winterpause.
In der Winterpause heuerte er beim damaligen Zweitligisten Diyarbakırspor an. Mit dieser Mannschaft gelang ihm zum Saisonende durch die Vizemeisterschaft der TFF 1. Lig der direkte Aufstieg in die Süper Lig. Tuncay spielte nahezu alle Partien in der Rückrunde und hatte erheblichen Anteil am Aufstieg. In die Süper Lig aufgestiegen, verlor Tuncay seinen Stammplatz und verließ den Verein in der Winterpause Richtung Zweitligist Kocaelispor.
Nachdem Kocaelispor zum Saisonende 2010 in die TFF 2. Lig abstieg, trennte sich Tuncay von diesem Verein und heuerte für die neue Saison beim Zweitligisten Giresunspor an. Hier konnte er sich gegenüber Mehmet Ali Tunç nicht durchsetzen. Nachdem auch Giresunspor zum Saisonende in die TFF 2. Lig abstieg, verließ er auch diesen Verein. Zum Sommer 2011 wechselte er zum Zweitligisten TKİ Tavşanlı Linyitspor und unterschrieb dort einen Zwei-Jahres-Vertrag. Nachdem er dort nicht die erhofften Leistungen bringen konnte und nur auf der Ersatzbank saß, löste er nach gegenseitigem Einvernehmen mit der Vereinsführung seinen Vertrag vorzeitig auf. Anschließend gab er das Ende seiner aktiven Profifußballerlaufbahn bekannt.

### Nationalmannschaft
Tuncay spielte das erste Mal für die türkische Jugendnationalmannschaft, in einer U-15-Begegnung gegen die französische U-15. 1994 nahm er mit der türkischen U-16-Nationalmannschaft an der U-16-Fußball-Europameisterschaft 1994 teil und konnte dieses Turnier mit seiner Mannschaft gewinnen. Tuncay zählte zu den auffälligsten Spielern seiner Mannschaft.
Anschließend durchlief er die türkische U-17-, U-18- und die U-21-Nationalmannschaft und die zweite Auswahl der türkischen Nationalmannschaft.
Während einer Testspielbegegnung gegen die russische Nationalmannschaft am 22. April 1998 wurde er das erste Mal für die türkische Nationalmannschaft nominiert und saß bei dieser Begegnung aber auf der Ersatzbank. Sein erstes und auch einziges Länderspiel bestritt er am 23. Februar 2000 während eines Länderspiels gegen die norwegische Nationalmannschaft. Er nahm als dritter Torhüter hinter Rüştü Reçber und Ömer Çatkıç mit der Türkei an der Fußball-Europameisterschaft 2000 teil. Seine Mannschaft erreichte das Viertelfinale, Tuncay absolvierte keinen Einsatz. Seine letzte Nominierung für die Türkei hatte er am 25. April 2001 im Rahmen eines Freundschaftsspiels gegen die albanische Nationalmannschaft.

## Trivia
Nachdem Tuncay keine Unterhaltszahlungen an seine Ex-Frau Eylem Çukuryurt geleistet hatte, wurde er im November 2013 festgenommen und zu einer dreimonatigen Freiheitsstrafe verurteilt.

## Erfolge
- Mit Beşiktaş Istanbul
  - Türkischer Pokalsieger: 1998
  - Türkischer Supercup: 1998
  - Başbakanlık Kupası: 1997
  - Atatürk-Pokal: 2001
  - TSYD Kupası: 1996
- Mit Diyarbakırspor:
  - Vizemeisterschaft der TFF 1. Lig: 2008/09
  - 1985/86 Aufstieg in die Süper Lig: 2008/09
- Türkische U-16-Nationalmannschaft:
  - U-16-Europameister: 1994
- Türkische Nationalmannschaft:
  - Viertelfinalist der Fußball-Europameisterschaft: 2000